# Звіринецьке кладовище
Звірине́цьке кладови́ще — невеликий некрополь у Києві, розташований на Звіринці, на височині між Неводницьким (Наводницьким) яром та бульваром Миколи Міхновського. Площа кладовища — 5,6 га (з них 3,3 га вільні від поховань). Нині кладовище напівзакрите (ховають тільки на резервних місцях).

## Історія
Звіринецький цвинтар веде початок від цвинтаря церкви Різдва Іоанна Предтечі (заснована між 1715 та 1729 роками, існувала до 1930-х років) — парафіяльного храму Звіринця. Тривалий час тут ховали лише мешканців цього київського передмістя. Кладовище набуло загальноміського значення у 1930-ті роки, коли сюди було перенесено деякі поховання зі зруйнованого кладовища на Аскольдовій могилі — письменника Андрія Івановича Подолинського, ученого та громадського діяча Сергія Андрійовича Подолинського, меценатів Василя Васильовича Тарновського-старшого та Василя Васильовича Тарновського-молодшого. Тут було перепоховано засновника Троїцького монастиря отця Іону та засновницю Введенського монастиря Мотрону Єгорову (Димитру) (тепер їхні мощі повернуто в монастирські храми).

Меморіал загиблим під час Другої світової війни

У 1974 році біля входу на кладовище було створено меморіал загиблим під час Другої світової війни. Після війни було відокремлено спеціальну ділянку для померлих робітників заводу «Арсенал», які брали участь у збройному заколоті 1917—1918 років. Після закриття Лук'янівського кладовища тут до 1990-х роках ховали священників та ченців.

## На кладовищі поховані
- громадські та культурні діячі, аматори української старовини, меценати Василь Васильович Тарновський-старший та Василь Васильович Тарновський-молодший (останки було перепоховано зі зруйнованого кладовища на Аскольдовій могилі).
- письменник Андрій Іванович Подолинський та його син, учений та громадський діяч Сергій Андрійович Подолинський (останки було перепоховано зі зруйнованого кладовища на Аскольдовій могилі).
- зоолог та краєзнавець Микола Васильович Шарлемань (8 ділянка).
- гігієніст і епідеміолог академік Овксентій Васильович Корчак-Чепурківський (могила не збереглася).
- історик-медієвіст Володимир Костянтинович Піскорський (1 ділянка, 1 ряд).
- історик Володимир Іванович Щербина.
- український письменник та кіносценарист Микола Михайлович Ятко.
- оперна співачка та педагог Марія Едуардівна Донець-Тессейр.
- оперний співак Анатолій Юрійович Мокренко.
- Герої Радянського Союзу Андрій Якович Ворончук та Михайло Олександрович Грєхов.
- колишній артист цирку, хлопчик-вундеркінд Володимир Степанович Зубрицький.
- мати Леоніда Черновецького Просків'я Гаврилівна[1].
- батьки, тесть і теща Петра Порошенка, а також його старший брат Михайло[1].
- священик Вознесенського храму Флорівського жіночого монастиря митрофорний протоієрей Микола Запорожець.
- архімандрит Російської православної церкви, намісник Києво-Печерської лаври Кронід (у миру Кіндрат Сергійович Сакун).
- єпископ Українського екзархату Російської православної церкви, єпископ Чернігівський і Ніжинський Нестор (у миру Микита Арсентійович Тугай).
- письменниця, літературознавиця, перекладачка, педагог, член Національної спілки письменників України Ганна Георгіївна Ігнатенко.
- науковець-хімік Микола Максимович Ситий (8 ділянка).
- воїн Армії УНР Софроній Андрійович Костира. Загинув у сутичці з більшовиками. Похований священником Миколою Смирновим, імовірно, на Монастирському секторі. Розташування могили та її збереженість невідомі.
- українська співачка та акторка, Народна артистка Української РСР, Герой України Ніна Митрофанівна Матвієнко.
- політики Тарас Вікторович Кутовий та Андрій Володимирович Портнов.

## Галерея

## Інші кладовища Звіринця
На Звіринці було ще кілька невеликих некрополів, знищених у 1920-ті роки Там, де тепер південно-західна частина Ботанічного саду, були кладовища: єврейське (засноване 1796 року), караїмське та мусульманське для військовополонених турків, які з'явилися у Києві після війни 1877—1878 років. У 1878 році на Верхній Теличці було засновано Госпітальне кладовище для поховання нижніх чинів, що померли у київських шпиталях. На місці сучасного Інституту проблем міцності НАН України у 1915 році було утворено Братське кладовище, де ховали воїнів, загиблих у Першій світовій війні. Від нього залишився лише недобудований храм-меморіал, який почали споруджувати 1916 року.